# Chris Naumoff
Chris Naumoff (Sídney, Australia, 25 de julio de 1995), futbolista australiano, de origen portugués. Juega de volante y en la actualidad se encuentra libre tras desestimarse su fichaje por el CD Numancia de la Liga Adelante de España.

## Trayectoria
Naumoff tiene experiencia en la máxima división de Australia, en la que disputó 10 partidos con el Sydney FC. En 2016, Chris se convirtió en el primer fichaje del Numancia para la temporada 2016/2017. El club soriano hizo oficial la llegada del joven australiano, de 20 años, para desestimarlo a los pocos días por motivos médicos.

## Selección nacional
Ha sido internacional con la Selección de fútbol de Australia Sub-20 y sub-23.

### Participaciones en Copas del Mundo
| Mundial                               | Sede    | Resultado    |
| ------------------------------------- | ------- | ------------ |
| Copa Mundial de Fútbol Sub-20 de 2013 | Turquía | Primera fase |

## Clubes
| Club                    | País      | Año         |
| ----------------------- | --------- | ----------- |
| Sydney Football Club    | Australia | 2012        |
| Sutherland Sharks       | Australia | 2012 - 2013 |
| Sydney Football Club    | Australia | 2013-2016   |
| Club Deportivo Numancia | España    | desestimado |